# A4 (Noord-Ierland)
De A4 is een hoofdweg in Noord-Ierland, die door de counties Armagh, Tyrone en Fermanagh loopt. De weg loopt van Portadown via Dungannon en Enniskillen naar de grens met Ierland. In Ierland loopt de weg als N16 verder naar Sligo. Bij het dorp Ballygawley kruist de A4 de A5, die verder naar Omagh en Derry loopt.
Tussen Portadown en Dungannon loopt de A4 voor een deel samen met de M1. Dit is tussen afrit 12 en 15. Inclusief dit dubbelgenummerde deel is de weg 111 kilometer lang.

## Openbaar vervoer
Over de A4 loopt de buslijn 261 van de vervoersmaatschappij Translink. Deze buslijn loopt van Station Belfast Great Victoria Street (Europa Bus Centre) via Dungannon naar Enniskillen.